# 蘭道夫縣 (阿肯色州)
蘭道夫县（英語：Randolph County）是美國阿肯色州東北部的一個縣，北鄰密蘇里州。面積1,699平方公里。根據美國2000年人口普查，共有人口18,195人。縣治波卡洪塔斯（Pocahontas）。
成立於1835年10月29日。縣名紀念代表維吉尼亞州的眾議員約翰·蘭道夫。本縣為一禁酒的縣。